# Arataca
Arataca is een gemeente in de Braziliaanse deelstaat Bahia. De gemeente telt 10.953 inwoners (schatting 2009).

## Aangrenzende gemeenten
De gemeente grenst aan Camacan, Jussari, Santa Luzia, São José da Vitória en Una.